# Saverio Dalla Rosa
Saverio Dalla Rosa (Verona, 1º giugno 1745 – Verona, 7 dicembre 1821) è stato un pittore e incisore italiano.

## Biografia

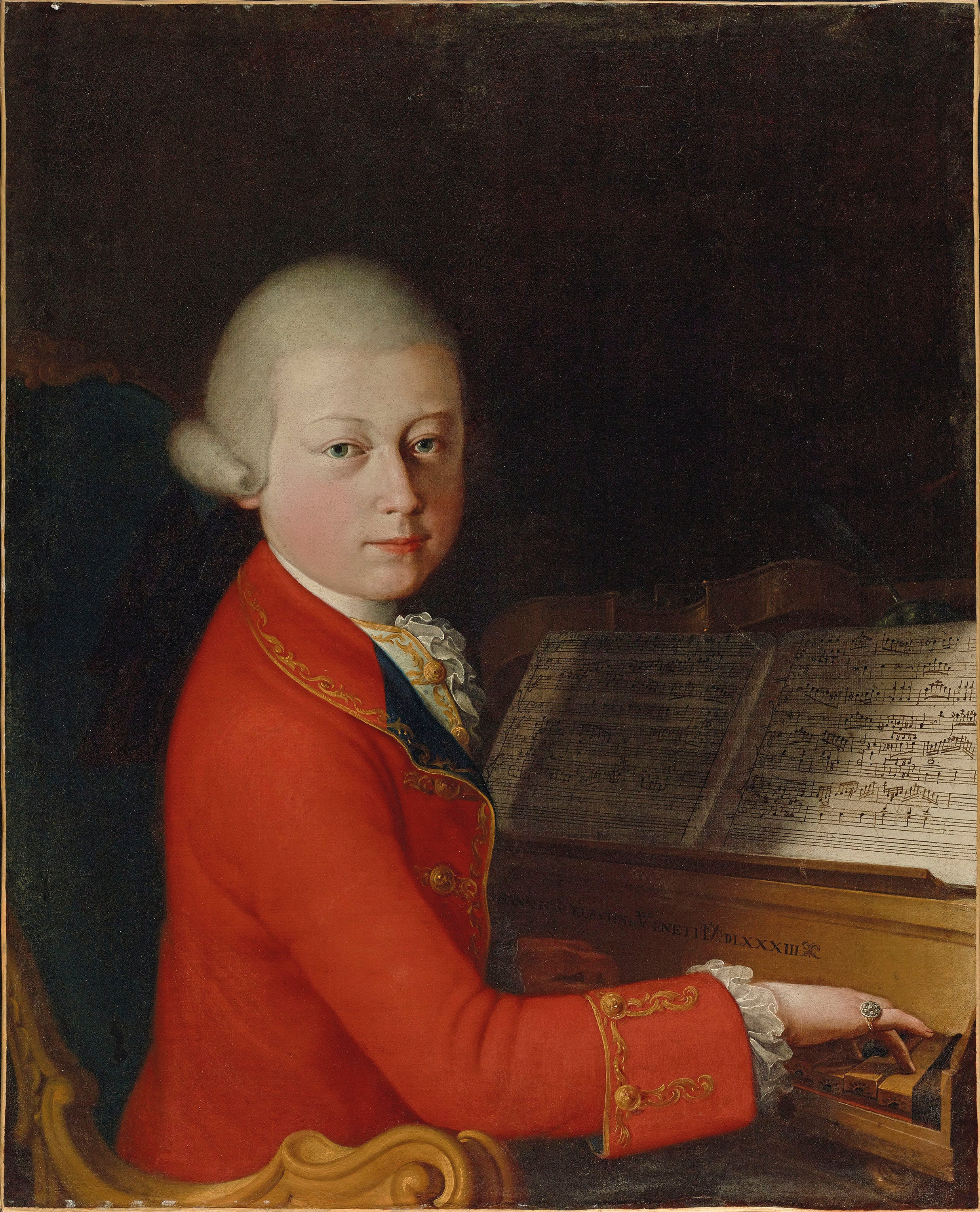
Saverio Dalla Rosa, Ritratto di Wolfgang Amadeus Mozart, 1770.

Figlio di Nicola Dalla Rosa e di Felice Cignaroli, Saverio Dalla Rosa apparteneva ad una famiglia veronese di umili origini. Dopo aver compiuto studi di umanistica e di retorica, egli divenne allievo dello zio materno, il pittore Giambettino Cignaroli, che lo avviò sulla strada dell'arte dandogli un'impronta di stampo classicistico.
Dalla Rosa visse e operò principalmente a Verona e dintorni. Nel 1770, su commissione del funzionario della Repubblica di Venezia Pietro Lugiati, realizzò un ritratto ad olio del compositore Wolfgang Amadeus Mozart, all'epoca quattordicenne, giunto a Verona in occasione del suo primo viaggio in Italia. Risalgono a quel periodo altri ritratti di gusto aulico, che testimoniano il graduale avvicinamento del pittore al neoclassicismo.
Il 13 luglio 1777 si sposò con Angela Malfatti Verità. Dal matrimonio nacquero tre figli, uno dei quali, Domenico Giuseppe, divenne pure pittore di un certo rilievo. Secondo alcuni biografi più antichi, Saverio Dalla Rosa avrebbe trascorso circa vent'anni in Russia, ma tale notizia non trova riscontri più precisi ed è pertanto giudicata infondata dai critici contemporanei.
Il 31 gennaio 1796 Dalla Rosa fu nominato socio onorario dell'Accademia Clementina di Bologna, ma fu soprattutto nella sua città che si distinse per l'impegno nel campo dell'arte. Determinante fu la sua azione volta ad impedire la dispersione del patrimonio pittorico veronese durante la dominazione napoleonica, segnata dalla soppressione di chiese e conventi con la conseguente acquisizione dei loro averi al demanio pubblico. Il 24 novembre 1805 egli venne designato direttore dell'Accademia veronese di pittura e scultura e nel 1807 entrò a far parte, insieme ad Angelo Da Campo e Gaetano Cignaroli, di una commissione incaricata di formare una pinacoteca pubblica attingendo ai circa settemila dipinti incamerati dal demanio. Il 26 ottobre 1812 la commissione consegnò al podestà 197 pezzi e Dalla Rosa fu nominato custode della pinacoteca, che si può considerare il primo nucleo dell'odierno museo di Castelvecchio.
Dalla Rosa si occupò anche di architettura, ma nessuno dei suoi progetti fu realizzato. Fu inoltre un attento catalogatore del patrimonio artistico veronese. Oltre ai suoi articoli apparsi nei Diari veronesi (pubblicati dagli editori Moroni negli anni 1796, 1809, 1810, 1811, 1812), di fondamentale importanza è ancor oggi il Catastico delle pitture e scolture esistenti nelle chiese e luoghi pubblici di Verona, alla destra e alla sinistra dell'Adige, pubblicato nel 1803-1804, al quale seguì, nel 1806, L'esatto catalogo delle pitture e scolture di pregio esistenti in Verona ne' conventi e nelle chiese che vanno ad essere soppresse e chiuse.
Pubblicò nel 1821 un trattato sulla datazione dell'anfiteatro di Verona, da lui ritenuto di epoca etrusca come - negli stessi anni - sosteneva Bartolomeo Giuliari.

## Opere
- Sant'Isidoro adorante la Madonna e il Bambino (1768), chiesa di Sant'Isidoro, Martignano (Trento)
- Ritratto di Wolfgang Amadeus Mozart (1770), collezione privata, Losanna.
- Ritratto di Angela Guggerotti Fracastoro (1771), perduto.
- La Vergine col Bambino e santi (1772), chiesa parrocchiale di San Michele Extra, Verona.
- Compianto su Cristo Morto, chiesa dei Santi Cristoforo, Quirico e Giulitta, Lonigo (Vicenza).
- Madonna del rosario con i santi Rita e Domenico di Guzman, (1775), chiesa di San Michele, Valgoglio.
- La Natività e Santi (1777), chiesa di San Bartolomeo (Boario di Gromo)
- San Tommaso che predice l'andata nelle Indie di San Francesco Saverio (1782), Museo di Castelvecchio, Verona.
- Immacolata Concezione (1783), cappella del Seminario vescovile, Verona.
- La Vergine e i santi Luigi Gonzaga, Girolamo, Domenico e Biagio (1792), chiesa abbaziale, Isola della Scala.
- Componenti della famiglia Orti Manara (1795), collezione privata, Verona.
- La cattedra di San Pietro (1816), chiesa parrocchiale di Valeggio sul Mincio.
- Della origine dell'anfiteatro di Verona (1821), Verona, Tipografia Bisesti Editrice.